# Monommata actices
Monommata actices är en hjuldjursart som beskrevs av Myers 1930. Monommata actices ingår i släktet Monommata och familjen Notommatidae. Inga underarter finns listade i Catalogue of Life.